# Bicimad

[https://play.google.com/store/apps/details?id=com.emtmadrid.bicimad.gestion2&pli=1 Descarga aquí la app

[https://apps.apple.com/es/app/bicimad/id1263402487 Descarga aquí la app

bicimad es el sistema público de bicicletas compartidas de la ciudad de Madrid, operado inicialmente por la empresa Bonopark y, desde 2016, gestionado por el Ayuntamiento de Madrid a través de la Empresa Municipal de Transportes de Madrid (EMT). Lanzado en junio de 2014, bicimad es una de las iniciativas clave en la promoción de la movilidad sostenible en la capital española. 

## Tarifas
|                                                      | Contrato básico | Tarifa plana |
| ---------------------------------------------------- | --------------- | ------------ |
| Cuota de abonado                                     | Gratis          | 10 € / mes   |
| Primera fracción de hasta 30 minutos                 | 0,50 €          | Gratis       |
| Segunda fracción de hasta 30 minutos                 | 0,50 €          | 0,50 €       |
| Siguientes fracciones de hasta 30 minutos (cada una) | 3,00 €          | 3,00 €       |
| Ejemplo de viaje (1 hora)                            | 1,00 €          | 0,50 €       |

## Usos por año
2024 - 9.945.613
2025 - 3.706.428

## Bicicletas y estaciones
Actualmente el servicio cuenta con 7735 bicicletas eléctricas y 630 estaciones repartidas en los 21 distritos. Las bicicletas están numeradas y cuentan con un sistema antirrobo delantero, pantalla LCD donde ver la velocidad, kilometraje y batería, motor central de 250 W y una batería de hasta 70 km integrada en el cuadro.
Las estaciones, conectada a la red eléctrica, se comunican con el back-end para que los usuarios puedan anclar y desanclar bicicletas con el teléfono o una tarjeta contactless. También cargan las bicicletas y comunican su estado al sistema central, ayudando al operador en el mantenimiento de la red.
Las bicicletas que no están suficientemente cargadas permanecen bloqueadas en la estación. Por su diseño modular y flexible, la estación eléctrica es fácil de trasladar ya se conecta a la red eléctrica en un solo punto (no en cada puerto de anclaje), así que se adapta a cualquier configuración o situación urbana.

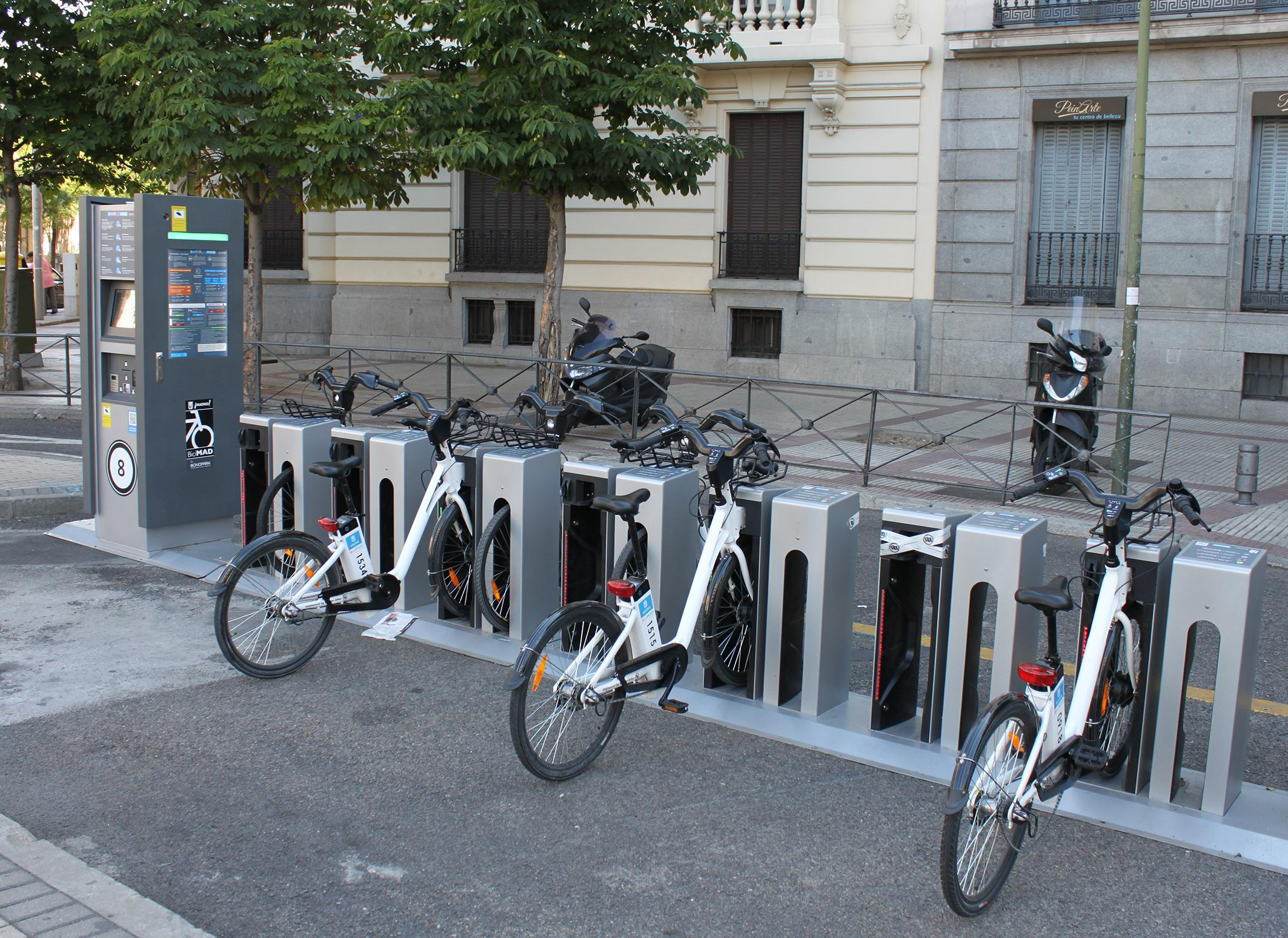
Antiguo sistema (2014 - 2023)

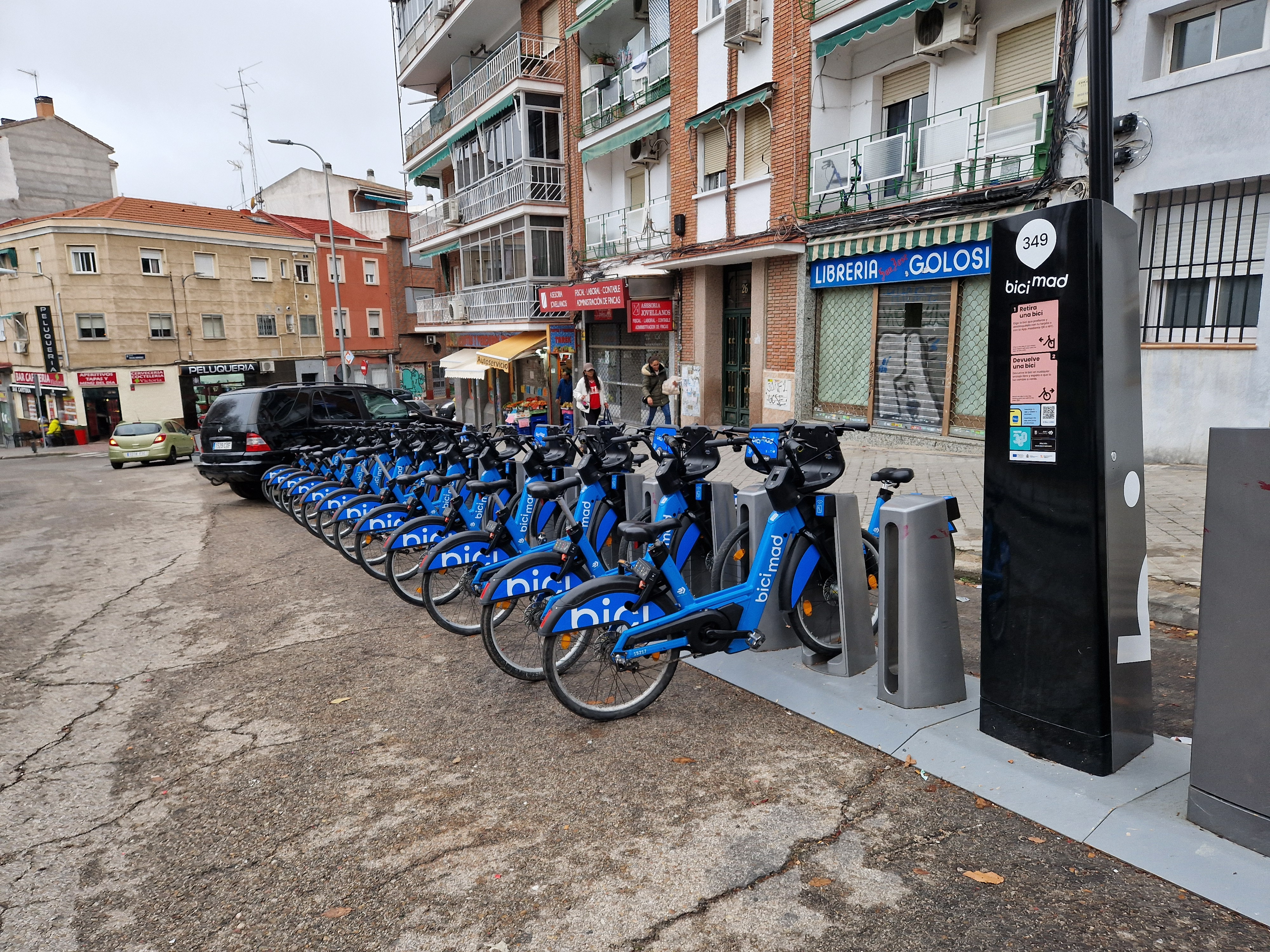
Nuevo sistema (2023-actualidad)

## Condiciones y ventajas
Funciona 24 h, todos los días del año. Lo pueden usar todas las personas mayores de 14 años. Los menores de 18 deben utilizar casco y autorización de madre/padre o tutor legal.
La principal ventaja de utilizar un servicio de bicicleta pública es poder moverse en bicicleta si no se tiene una propia, aunque se aconseja tenerla y usar bicimad y el transporte público de forma complementaria. El servicio busca mejorar la intermodalidad del transporte de la ciudad, así como reducir los niveles de gases contaminantes y promover los beneficios del deporte para la salud, aunque las bicicletas cuentan con motor eléctrico que ayuda al pedaleo. No está pensado para uso turístico, pero algunos usuarios lo utilizan con este fin.

## Historia

### Inicios y expansión (2014-2017)
El servicio fue inaugurado el 23 de junio de 2014, durante el mandato de Ana Botella, alcaldesa de Madrid y miembro del Partido Popular. Inicialmente, contaba con 1.560 bicicletas y 123 estaciones distribuidas en seis distritos: Centro, Salamanca, Arganzuela, Retiro, Moncloa-Aravaca y Chamberí. En 2015, se llevó a cabo una ampliación significativa, que aumentó el número de estaciones a 165 y el de bicicletas a 2.028, con la incorporación de nuevos distritos como Chamartín y Tetuán.
A pesar de su éxito inicial, bicimad enfrentó problemas de vandalismo, especialmente en los primeros años. En 2015, se registraron numerosos actos de sabotaje que afectaron a un tercio de la flota, con bicicletas arrancadas de sus bases y dañadas, lo que obligó a un esfuerzo adicional por parte de las autoridades para garantizar la seguridad del sistema.

### Municipalización (2016-2019)
En 2016, bajo la alcaldía de Manuela Carmena (Ahora Madrid), el servicio fue municipalizado después de que la empresa concesionaria, Bonopark, no pudiera hacer frente a las pérdidas económicas. La municipalización implicó el pago de 10,5 millones de euros como indemnización. A partir de ese momento, el servicio pasó a ser gestionado directamente por el Ayuntamiento de Madrid a través de la Empresa Municipal de Transportes (EMT).
A partir de 2017, bicimad comenzó a mejorar, con una reducción del 36% en las reclamaciones de usuarios y un aumento en la disponibilidad de bicicletas. Se implementaron mejoras en los anclajes de las bicicletas, lo que redujo el robo de bicicletas y las averías. En 2017, el servicio batió récords de uso con más de 12.400 viajes diarios y se expandió a más áreas fuera de la M-30, incluyendo nuevos distritos como Ciudad Lineal y Puente de Vallecas.

### Crisis, recuperación y borrasca Filomena (2020-2021)
En 2020, bajo la alcaldía de José Luis Martínez Almeida (PP) durante la pandemia de COVID-19, el servicio se vio temporalmente suspendido entre el 16 de marzo y el 27 de abril. No obstante, el 19 de junio de 2020, bicimad alcanzó un nuevo récord de viajes en un solo día con 17.338 desplazamientos. Ese mismo año, el servicio experimentó la creación de BiciMAD Go, un sistema paralelo que ofrecía bicicletas eléctricas disponibles para ser recogidas y dejadas en cualquier punto de la ciudad, a un precio significativamente más alto que el servicio habitual.

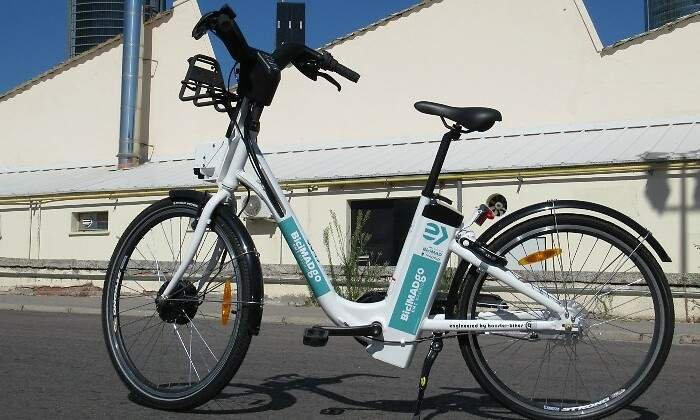
BiciMAD go

En enero de 2021, la borrasca Filomena colapsó Madrid con una nevada histórica, dejando bicimad inoperativo durante semanas. Más de trescientas bicicletas sufrieron daños en baterías, cuadros y sistemas eléctricos debido al peso de la nieve y el frío extremo. Varias estaciones quedaron inutilizadas por fallos en los anclajes y pantallas táctiles. La EMT tardó más de un mes en recuperar el servicio, aunque persistieron problemas técnicos tras la reapertura, evidenciando la fragilidad del sistema ante fenómenos climáticos extremos.

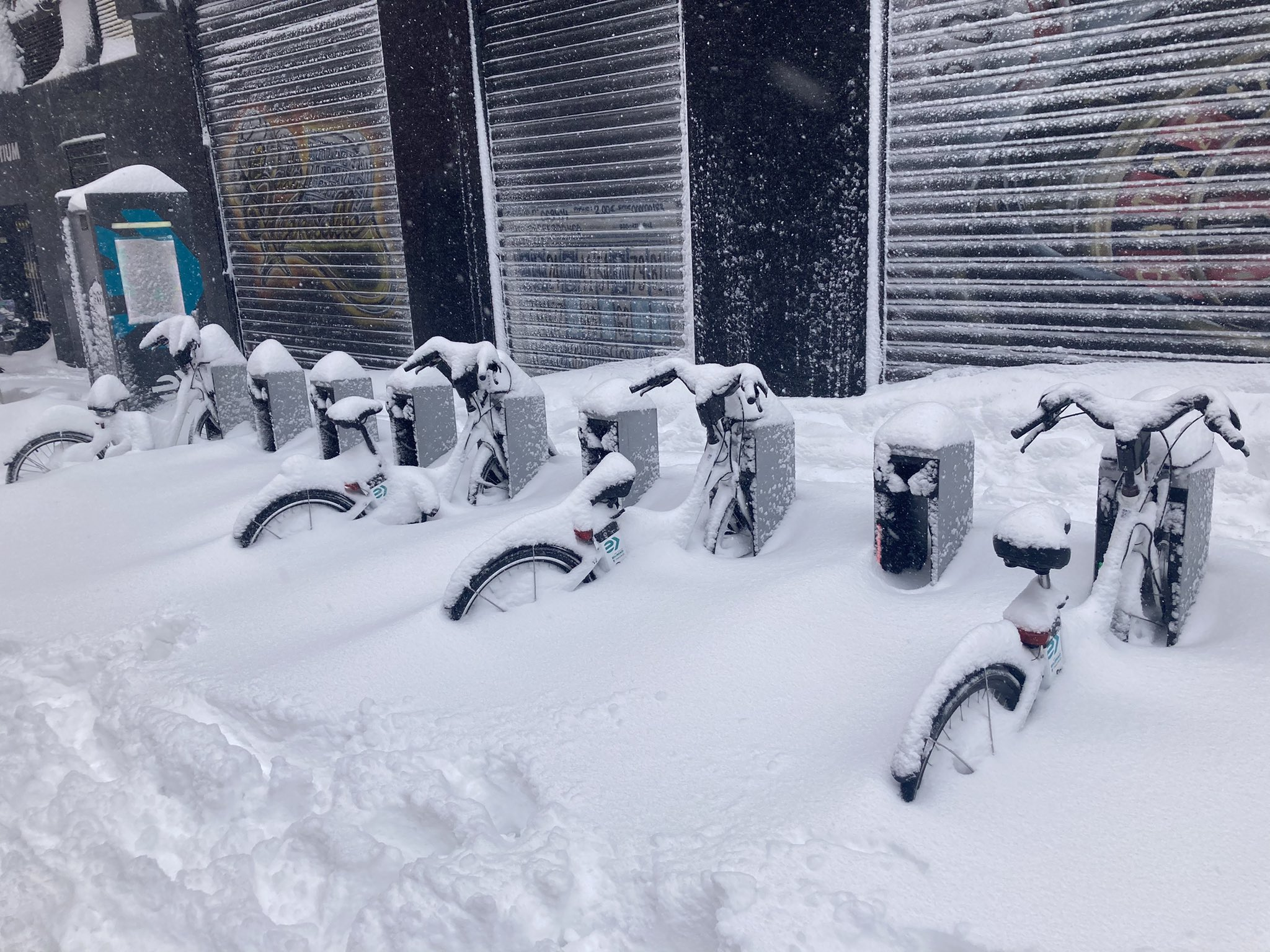
Una estación de bicimad después del paso de la borrasca Filomena (09/01/2021)

En este último año, el número de robos de bicicletas aumentó considerablemente, lo que llevó al Ayuntamiento a implementar medidas de seguridad adicionales, como la colocación de candados en las bicicletas y la instalación de cámaras de vigilancia en las estaciones. También se produjo una nueva ampliación del sistema, que incluyó 468 nuevas bicicletas y 51 estaciones, llegando a 15 distritos en total.

#### Renovación integral y ampliación (2022-2025)
A partir de 2022, el Ayuntamiento de Madrid anunció una renovación integral del sistema, con una inversión de 48,8 millones de euros, de los cuales 30 millones venían de fondos Next Generation EU. Esta renovación implicó la actualización de las estaciones, la incorporación de nuevas bicicletas y la mejora de la aplicación móvil. A finales de 2023, el sistema completó su modernización, con un total de 611 estaciones y 7.500 bicicletas.
Durante la transición en 2023, la convivencia entre el sistema antiguo y el nuevo generó un caos, con bicicletas abandonadas y vandalizadas, estaciones vacías y bloqueo de cuentas de usuarios. Para incentivar el uso, el servicio fue gratuito hasta enero de 2024, y en noviembre de 2023 se alcanzó un nuevo récord de 57.116 viajes en un solo día.
En 2024, se realizó una pequeña ampliación que permitió que el servicio llegara a nuevos barrios de Madrid, como El Cañaveral. En 2025, el servicio de bicimad se expandió fuera del municipio de Madrid, con la instalación de una treintena de estaciones en Pozuelo de Alarcón, lo que marcó la primera vez que el sistema salía de los límites de la ciudad.

### Apagón ibérico
El 28 de abril de 2025, un apagón eléctrico sin precedentes afectó a toda la península ibérica, interrumpiendo numerosos servicios públicos, incluido bicimad. Ese mismo día, el servicio informó a través de sus canales oficiales que el servicio no funcionaba con normalidad. Las estaciones del sistema dejaron de funcionar con normalidad: las bicicletas no podían desanclarse, y en otros casos no era posible anclarlas al finalizar el trayecto. Muchos usuarios se vieron sorprendidos en mitad de su desplazamiento y no podían cerrar sus viajes. No se ofreció compensación por las interrupciones del servicio. 

## Ampliaciones
2014 - 123 estaciones (inicial)
2015 - 165 estaciones (+42)
2017 - 207 estaciones (+42)
2020 - 257 estaciones (+50)
2023 - 611 estaciones (+354)
2024 - 630 estaciones (+19)
2025 - Pozuelo de Alarcón (+30)
| Distrito               | Estaciones |  | Distrito                | Estaciones |
| ---------------------- | ---------- |  | ----------------------- | ---------- |
| 1. Centro              | 60         |  | 12. Usera               | 17         |
| 2. Arganzuela          | 41         |  | 13. Puente de Vallecas  | 30         |
| 3. Retiro              | 29         |  | 14. Moratalaz           | 11         |
| 4. Salamanca           | 42         |  | 15. Ciudad Lineal       | 28         |
| 5. Chamartín           | 36         |  | 16. Hortaleza           | 33         |
| 6. Tetuán              | 28         |  | 17. Villaverde          | 20         |
| 7. Chamberí            | 27         |  | 18. Villa de Vallecas   | 18         |
| 8. Fuencarral-El Pardo | 44         |  | 19. Vicálvaro           | 18         |
| 9. Moncloa-Aravaca     | 38         |  | 20. San Blas-Canillejas | 30         |
| 10. Latina             | 33         |  | 21. Barajas             | 15         |
| 11. Carabanchel        | 35         |  | Pozuelo de Alarcón      | 30         |